# Commission de la science, de l'éducation et de la culture
En Suisse, la Commission de la science, de l'éducation et de la culture (CSEC ; en allemand : Kommission für Wissenschaft, Bildung und Kultur, WBK ; en italien : Commissione della scienza, dell'educazione e della cultura, CSEC ; en romanche : Cumissiun per scienzia, educaziun e cultura, CSEC ; en anglais : Science, Education and Culture, SECC) est une commission parlementaire fédérale qui traite des affaires législatives concernant la science, l'éducation et la culture.

## Description
Il existe deux commissions de la science, de l'éducation et de la culture, une par chambre de l'Assemblée fédérale : la Commission de la science, de l'éducation et de la culture du Conseil national (CSEC-N), qui compte 25 membres, et la Commission de la science, de l'éducation et de la culture du Conseil des États (CSEC-E), qui en compte 13.
Les CSEC sont des commissions thématiques (ou commissions législatives) permanentes. Elles ont été créées en 1991.

## Attributions
Les CSEC traitent des sciences, de la recherche et de l'innovation, de la formation, y compris continue, et de la culture. La numérisation, les statistiques, les questions de propriété intellectuelle, la promotion du plurilinguisme, les questions d'égalité, le sport et les jeux d'argent sont également de leur ressort.

## Travaux
Lors de la 51e législature, la CSEC-N crée une sous-commission chargée de mettre en œuvre une initiative visant à renforcer le soutien de la Confédération à l'accueil extra-familial des enfants,.